# 이규혁 (축구 선수)
이규혁(한국 한자: 李揆奕, 1999년 5월 4일 ~ )은 대한민국의 축구 선수이다. 포지션은 수비수로 현 FC 목포 소속이다.

## 클럽 경력
2019 시즌을 앞두고 제주 유나이티드에 입단했다.
2021 시즌을 앞두고 충남 아산 FC에 임대되었다.
2022 시즌을 앞두고 전남 드래곤즈로 이적했다.

## 국가대표팀 경력
2019년 FIFA U-20 월드컵을 준비했으나, 처음 발표된 최종명단에서는 탈락했다. 하지만, 최종 명단에 포함되었던 정우영이 소속팀인 바이에른 뮌헨의 반대로 U-20 월드컵 출전이 불발됨에 따라 대체 선수로 발탁되어서 U20 월드컵에 참여하게 되었다. U-20월드컵에서 4강전까지는 경기에 나서지 못했지만, 결승전에서 후반 35분 최준과 교체투입되어 경기 종료까지 15분간 U-20 월드컵 무대를 뛰었다.

## 수상

### 팀

#### 대한민국 U-20
- FIFA U-20 월드컵 준우승: 2019

#### 제주 유나이티드
- K리그2 우승: 2020